# Дин, Лорен
Лорен Дин (англ. Loren Dean, имя при рождении — Лорен Дин Джовичич; род. 31 июля 1969 в Лас-Вегасе, Невада, США) — американский телевизионный и киноактёр. Дин также известен как хороший[стиль] пианист и один из авторов песни «Hide» для фильма «Reservations» (2008 год).

## Биография
Лорен родился 31 июля 1969 года в Лас-Вегасе (штат Невада). Его мать была советником по вопросам семьи и брака, а отец занимался продажей одежды. Родители Дина развелись, когда он был маленьким ребёнком. Его мать получила опеку над Лореном и они переехали в Лос-Анджелесе. Посещая своего отца, Дин часто ходил с ним в кино, что, по его словам, и привило ему любовь к кинематографу. Детство Лорена было трудным и, в возрасте 16 лет, он убежал из дома. В 1986 году он окончил школу Santa Monica High School в Санта-Монике, штат Калифорния.
Дин переехал в Нью-Йорк, чтобы продолжить там актёрскую карьеру. Через два года друг познакомил его с агентом и Лорен начал появляться в пьесах в нью-йоркских театрах. В 1989 году Дин стал лауреатом престижной американской театральной премии Theatre World Award за свою дебютную в Off-Broadway роль в пьесе Amulets Against the Dragon Forces, поставленную в Circle Repertory Company. Он стал одним из любимых актёров известного драматурга и сценариста Джона Патрика Шэнли, лауреата премии «Оскар», появившись во многих его пьесах, в частности, 4 Dogs and a Bone и Beggars in the House of Plenty.
Во время своего пребывания в Нью-Йорке, Дин стал любителем животных.

## Кинокарьера
В кино Дин дебютировал в фильме 1988 года Plain Clothes. Год спустя он сыграл плохого экс-бойфренда в картине «Скажи что-нибудь». Его третьим фильмом стала криминальная драма 1991 года «Билли Батгейт», где он сыграл с такими звёздами как Николь Кидман, Дастин Хоффман и Брюс Уиллис. Хотя фильм не преуспел в кинопрокате, Дин заслужил[прояснить] положительные отзывы за свою работу.
Дина также хвалили за роль наркозависимой кинозвезды в картине «Звёздная лихорадка» и за роль психолога в фильме «Доктор Мамфорд».
Большая часть актёрской карьере Дина пришлась на второстепенные роли. Он снялся в таких фильмах как Apollo 13 (1995), «Лоскутное одеяло» (1995), «Гаттака» (1997), «Враг государства» (1998) и «Космические ковбои» (2000). Дин появлялся и в независимых фильмов (таких как The War Bride и The Poker Club) и в телевизионных мини-сериалах (например, The Bronx Is Burning). Он также сыграл Русса, брата доктор Темперанс Бреннан в телесериале «Кости». В 2010 году Дин сыграл эпизодическую роль в криминальной теледраме «Терьеры».
В 2011 году Лорен снялся в телефильме Who Is Simon Miller?, который был показан на NBC и финансировался компаниями Procter & Gamble и Walmart в рамках проекта «Семейная ночь кино». Каждый фильм проекта должен был представить полезные ценности почти[прояснить]
без н 
без насилия, секса или употребления наркотиков.
В 1999 году Дин был членом жюри третьего международного кинофестиваля короткометражных фильмов.

## Фильмография
| Год  | Название                            | Роль                |
| ---- | ----------------------------------- | ------------------- |
| 1988 | В штатском                          | Мэтт Дамбер         |
| 1989 | Скажи что — нибудь                  | Джо                 |
| 1991 | Билли Батгэйт                       | Билли Батгейт       |
| 1992 | 1492: завоевание рая                | Фернандо Колумб     |
| 1993 | Американские часы                   | Молодой Ли Баумлер  |
| 1993 | Безрассудная молодость              | Джо Кеннеди младший |
| 1995 | Аполлон 13                          | Джон Аарон          |
| 1995 | Лоскутное одеяло                    | Престон             |
| 1995 | Тёмный полдень                      | Джуд                |
| 1996 | Миссис Уинтерборн                   | Стив Де Кунзо       |
| 1997 | Гаттака                             | Антон Фриман        |
| 1997 | Конец насилия                       | Дин Брок            |
| 1997 | Роузвуд                             | Джеймс Тейлор       |
| 1998 | Враг государства                    | Хикс                |
| 1988 | Звёздная болезнь                    | Кайл Кери           |
| 1999 | Доктор Мамфорд                      | Мамфорд             |
| 1999 | Закон и порядок: Специальный корпус | Роджер Бейкер       |
| 2000 | Космические ковбои                  | Итан                |
| 2000 | C.S.I.: Место преступления          | Питер Роу           |
| 2001 | Любовь и война                      | Джо                 |
| 2002 | Без следа                           | Судья Крис Мэннинг  |
| 2005 | 4исла                               | Пол Стивенс         |
| 2005 | Кости                               | Расс Бреннан        |
| 2007 | Бронкс в огне                       | Фрэн Хили           |
| 2008 | Резервирование                      | Марк                |
| 2008 | Покер клуб                          | Кертис Уилкокс      |
| 2009 | Среди теней                         | Мак Джонсон         |
| 2009 | Мидлтаун                            | Адам Таннер         |
| 2010 | Терьеры                             | Джейсон Адлер       |
| 2010 | Приговор                            | Рик                 |
| 2011 | Кто Саймон Миллер?                  | Саймон Миллер       |

## Награды
В 1989 году Лорен Дин был удостоен премии Theatre World Award за роль в спектакле Пола Зиндела Amulets Against the Dragon Forces.